# Triclopir
Triclopir (àcid 3,5,6-Trichloro-2-pyridinyloxyacètic) és un herbicida foliar sistèmica del grup de les piridines, efectiu en plantes de fulla ampla però inofensiu per a herbes i pinòpsides. Triclopir és efectiu amb plantes amb tiges lenyoses i s'utilitza per controlar les herbes en camins o per desfoliar zones boscoses. S'utilitza també contra males herbes com heura de terra o julivert gegant.

## Propietats
Triclopir és una matèria blanca fix, moderatament dissoluble en aigua. Té com noms comercials entre d'altres: Tordon Star, GenoxoneZX, Garlon-GS, Turflon, Maxim. És fabricat su forma d'èster i de sal amina. Químicament és molt parent de l'auxina 2,4,5-àcid triclorofenoxiacètic que va ser prohibit per a raons de major toxicitat.

## Impacte mediambiental
Al sòl té un període de semidesintegració de trenta a noranta dies. Un dels productes de desintegració és el tricloropiridinol, que es manté al sòl durant més o menys un any. Triclopir es desagrega ràpidament dins l'aigua. A la mateixa vegetació queda actiu durant uns tres mesos. Segons la normativa de la Generalitat de Catalunya, és classificat en la categoria de productes d'impacte ambiental baix.
És modestament tòxic per a ànecs amb un LD50 de 1698 mg/kg i guatlles (LD50 = 3000 mg/kg)., poc tòxic per a peixos i no tòxic per a abelles.